# 林春澤
林春澤（1480年—1583年），字德敷，號旗峰，福建侯官（今福州閩侯）人，明朝政治人物，同進士出身。

## 生平
正德九年（1514年）登甲戌科進士，官戶部主事，迁戶部臨清運河鈔關员外郎。明武宗南巡時，凡直諫者，一律廷杖罰跪，經春澤上疏救之，才讓他們免於刑罰。平虜伯江彬的隨從人員，時常依仗江彬的權勢濫用職權、作威作福，春澤為人持守公正正派，不迎合阿諛，就連江彬本人也懼怕他的剛直。後因司藏失盗，谪宁州縣丞，嘉靖七年（1528年）改任吉安府通判，升廣東肇慶府同知。任內倭寇侵擾高州，平亂後擢為南京刑部郎中，出知貴州程番府知府，後遭人嫉忌中傷遣歸。春澤精通《禮經》，學者皆事春澤為師。其所作之詩詞多宏大雄偉，為禮部尚書林燫所稱道。享嵩壽一百零四歲。明代士大夫壽至百歲者，就只有林春澤與劉伯淵二人而已。

## 家族
春澤家世顯赫，從祖父林克萬至曾孫林慎，世代為官、春澤歷成化、弘治、正德、嘉靖、隆慶、萬曆六朝，人稱其家“三世瓊林第，六朝大老家”。

## 著作
著有《禮記荃諦》四卷、《人瑞翁詩集》十二卷、《家訓》十六篇等。